# Młodzieżowe Obserwatorium Astronomiczne w Niepołomicach
Młodzieżowe Obserwatorium Astronomiczne im. Kazimierza Kordylewskiego w Niepołomicach (MOA) –  obserwatorium astronomiczne położone w Niepołomicach. Głównym jego celem jest popularyzacja i dydaktyka astronomii. Od 2004 Obserwatorium nosi imię Kazimierza Kordylewskiego – krakowskiego astronoma, który twierdził, że zaobserwował pyłowe księżyce Ziemi, co było kwestionowane, a istnienie tych księżyców potwierdzono dopiero w 2018. W obiekcie znajduje się także Planetarium Niepołomice.

## Struktura Obserwatorium
- Sekcja astronomiczna MOA
- Sekcja astrofotograficzna MOA
- Sekcja multimedialna MOA
- Sekcja informatyczna MOA
- Sekcja internetowa MOA